# Csavajó
Csavajó (szlovákul Čavoj) község Szlovákiában, a Trencséni kerületben, a Privigyei járásban.

## Fekvése
Privigyétől 25 km-re északnyugatra fekszik.

## Története
1364-ben „Chawoy” néven említik először. 1397-ben „Chawayo” alakban szerepel. A Bossányi család birtoka volt. 1431-1434-ben husziták foglalták el. 1541-ben megtámadták bányáit. 1553-ban 5 adózó portája volt. Mint korábban, 1578-ban és 1598-ban is Kasza urai fosztották ki arany és ezüstbányáit. Az aranybányászat a 17. századig tartott. 1787-ben 82 házában 650 lakos élt.
A 18. század végén Vályi András így ír róla: „CSAVAJ. vagy Csavoj. Tót falu Nyitra Vármegyében, földes Ura Báró Hellenbach Uraság, fekszik a’ hegyek között, Bajmócztól két mértföldnyire, termésbéli vegyonnyaira nézve, lásd Bellát, mellyhez hasonló, nevezetes fogyatkozásai miatt, a’ harmadik Osztályba tétetett.”
1828-ban 110 háza és 772 lakosa volt. Lakói kosárfonással, szövéssel, fonással foglalkoztak, részben pedig üvegkészítésből, ablakozásból éltek.
Fényes Elek 1851-ben kiadott geográfiai szótárában így ír a faluról: „Csávoj, tót falu, Nyitra vármegyében, a Fácskó hegye alatt; melly a megyében legmagasabb; 772 kath. lak., kath. paroch. templom. Fenyves erdeje sok és szép; legelője jó; de földe nagyon sovány. Hajdan bányái is voltak. F. u. Splényi és Rudnay örökösök.”
Borovszky Samu monográfiasorozatának Nyitra vármegyét tárgyaló része szerint: „Csávoj, szétszórt, irtványokból álló tót falu, a kis Magúra, a »Temesi szikla« és a Koncsina hegyei alatt, a vármegye legészakibb pontján, Trencsén vármegye határán. Lakosainak száma 864. vallásuk r. kath. Postája Valaszka-Bella, táviró- és vasúti állomása Nyitra-Novák. Határában hajdan arany- és ezüstbányák voltak, melyeket azonban csekély tartalmuk miatt nem aknáztak ki. Kath. temploma 1789-ben épült. A lakosok, mint házalók, messze vidékeken vándoriparral foglalkoznak. A XIV. század vége felé mint a Bossányiak birtoka szerepelt.”
A trianoni diktátumig Nyitra vármegye Privigyei járásához tartozott.

## Népessége
| Év:            | 1994. | 2004.    | 2014.    | 2024.   |
| -------------- | ----- | -------- | -------- | ------- |
| Emberek száma: | 696   | 577      | 506      | 497     |
| Eltérés:       |       | -17,09 % | -12,30 % | -1,77 % |

| Év:            | 2023. | 2024.   |
| -------------- | ----- | ------- |
| Emberek száma: | 502   | 497     |
| Eltérés:       |       | -0,99 % |

1910-ben 1238, túlnyomórészt szlovák anyanyelvű lakosa volt.
2001-ben 630 lakosából 628 szlovák volt.
2011-ben 528 lakosából 507 szlovák volt.
2021-ben 488 lakosából 481 szlovák, 2 egyéb és 5 ismeretlen nemzetiségű volt.

## Neves személyek
- Itt született 1888-ban Véneny Lajos (Ľudovít Veneny, 1888-1975) növénynemesítő.

## Nevezetességei
- Szent Dorottya tiszteletére szentelt római katolikus temploma 1611-ben épült, 1789-ben megújították. A 20. században bővítették.